# Пит (окръг, Северна Каролина)
Окръг Пит (на английски: Pitt County) е окръг в щата Северна Каролина, Съединени американски щати. Площта му е 1696 km², а населението – 177 220 души (2016). Административен център е град Грийнвил.